# Olof Swartz
Olof Peter Swartz (Norrköping, 21 settembre 1760 – Stoccolma, 19 settembre 1816) è stato un naturalista, botanico e tassonomista svedese.
È conosciuto principalmente per i suoi studi sulle pteridofite, e per il suo lavoro nella classificazione delle orchidee, di cui ha scoperto e classificato circa 25 generi.

## Biografia
Nato in Svezia nel 1769, svolse i suoi studi superiori alla Università di Uppsala, dove fu allievo di Carlo Linneo il Giovane, e ricevette il dottorato nel 1781. Nel 1780 compì il primo dei suoi viaggi di studio, recandosi in Lapponia insieme ad una spedizione di botanici. Nel 1783 si imbarcò in un nuovo viaggio, questa volte in direzione del Nord America; si fermò però soprattutto in Giamaica e nell'isola di Santo Domingo, raccogliendo campioni di specie botaniche. A partire dal 1786 si trasferì a Londra, dove si dedicò a classificare e ordinare le collezioni botaniche che aveva raccolto; in questa città conobbe il celebre collega Joseph Banks, che rimase colpito dalle sue conoscenze in campo botanico. In questo periodo ricevetta un'offerta di lavoro come naturalista presso la Compagnia britannica delle Indie Orientali, ma rifiutò la proposta e preferì ritornare nella natia Svezia nel 1787. Nel 1791 divenne professore dell'Accademia delle Scienze di Stoccolma. 
Le oltre 6000 specie di piante da lui raccolte e classificate, per lo più appartenenti alla famiglia delle Orchidaceae, ma non solo, sono oggi parte della collezione custodita al museo svedese di storia naturale.

## Opere
- Nova genera et species plantarum seu prodromus, 1788
- Observationes botanicae, 1791
- Icones plantarum incognitarum, 1794-1800
- Flora Indiae occidentalis, 1797-1806
- Synopsis Filicum, 1806
- Summa vegetabilium Scandinaviae, 1814